# Hemibagrus variegatus
Hemibagrus variegatus es una especie de pez de la familia Bagridae en el orden de los Siluriformes.

## Morfología
Los machos pueden llegar alcanzar los 12,1 cm de longitud total.

## Distribución geográfica
Se encuentra al sur de Birmania.